# Ada (krater marsjański)
Ada – małej wielkości krater uderzeniowy na Marsie o średnicy 1 km. Znajduje się na półkuli południowej, niedaleko równika. 14 września 2006 roku nazwany na cześć amerykańskiego miasta Ada leżącego w Oklahomie.